# Parque del Ebro
El parque del Ebro es un parque situado en el margen derecho del Ebro, al norte de Logroño, capital de La Rioja. Este parque es el más conocido de la ciudad junto al Espolón, al parque de la Ribera y al parque del Carmen.

## Historia

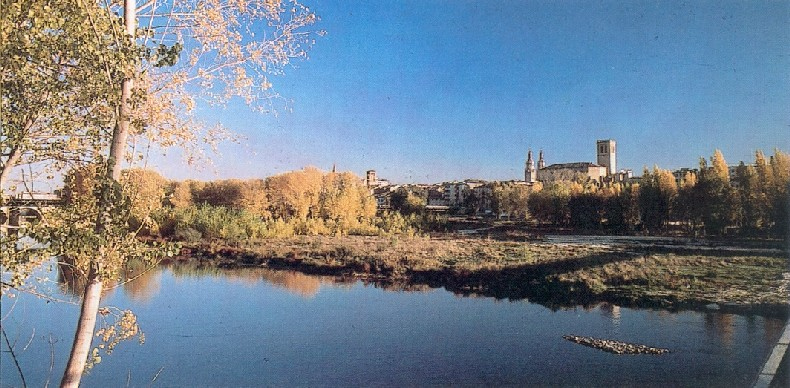
La zona del parque antes de ser reformada, a diferencia de la foto, los humedales se encuentran hoy en día llenos de árboles y la zona está muy diferente

Antiguamente Logroño creció dejando al lado el Ebro y alejándose de él (excepto en la zona del puente de piedra), esto hizo que se conservara una zona virgen entre el Ebro y la ciudad. En esa zona se sitúa también en los siglos XVII y XIX el convento de Valbuena y una central térmica. Ya era una zona popular de paseos en el siglo XX y de tránsito especialmente por el popular río Chiquito, un canal de agua que dividía la zona de humedales del Ebro de la ciudad como tal (Extinto desde ya hace unos años).Ya en los noventa se inició el proceso de la construcción de un gran parque que se extendiera desde el este de la ciudad hasta la presa del Ebro, ubicada muy cerca del puente de piedra. Durante la construcción del parque se tuvieron que derribar algunas manzanas de casas de la calle norte, también se tuvo en cuenta integrar la historia y el arte en el parque manteniendo la chimenea de la planta térmica e instalando diversos monumentos a lo largo del parque, entre los más populares se encuentran los molinillos y la puerta del Ebro. Una parte muy importante del proyecto fue la cimentación de un paseo justo en una zona muy crispada del río. Finalmente el parque se abrió en 1993 convirtiéndose en una zona popular de la ciudad y otorgando así a Logroño de su primer gran parque con 150 000 m2. En los sucesivos años el parque ha continuado creciendo llegando hasta los extrarradios de la ciudad, justo donde se localiza el cuarto puente, en oeste y por el este conectándose al otro gran parque de la ciudad, el de la ribera. A su vez el parque ha sufrido cambios, entre otros la construcción de un frontón en el 2010, el frontón del revellín, construyendo el carril bici y además siendo sometido a limpieza a través del Ebro y de sus riberas.

## Descripción

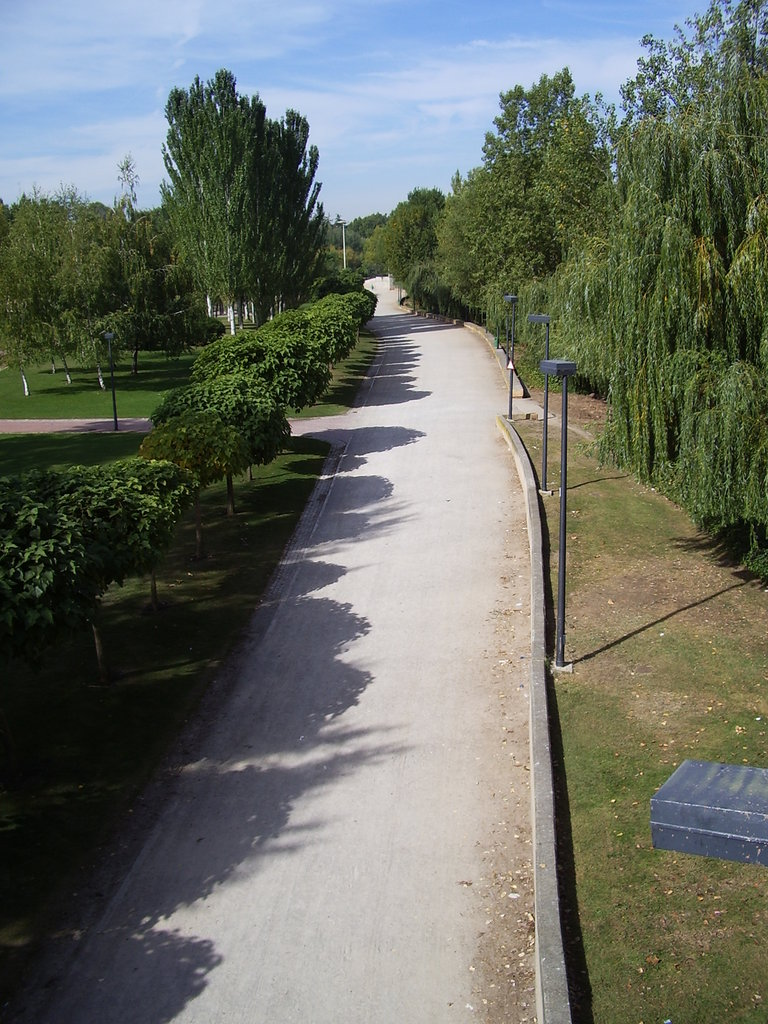
El parque ha supuesto el cambio en la zona, ya que es un núcleo de naturaleza muy importante para la ciudad

El parque como tal comienza en el cuarto puente y sigue todo el recorrido del Ebro hasta llegar a un pequeño parque anexo conocido como parque de la Concordia, continua hasta llegar a una zona muy arbolada, con chopos, sauces, pinos y otros árboles, esa es la zona más antigua del parque y más extensa. Continuando por el Ebro se llega a la pasarela peatonal, luego al puente de hierro (Hay que cruzarlo por debajo del puente lo que da una vista muy hermosa de todos los entramados de hierro del puente) y por último al puente de piedra. Ahí empieza un paseo no arbolado justo al margen del río, el paseo de la Florida.

## Puntos de interés
- Los Molinos: originariamente colocados al inicio del puente de piedra cerca de la calle san Gregorio, fueron reubicados en el embarcadero de Logroño, al otro margen del río. Estos fueron los ganadores de un concurso para localizar una escultura en el parque. Son cuatro molinillos que representan los cuatro colores de la bandera cuatricolor de la rioja (Rojo, Blanco, Verde y Amarillo). Obra de Asdrúbal González se instaló en 1993.

- Chimenea de ladrillo: la Chimenea de la centrar eléctrica se mantuvo intacta en su localización original. De color amarilla y hecha a base de ladrillos no es la única chimenea industrial de la ciudad, hay otra ubicada en el casco antiguo, la chimenea de la tabacalera actual Parlamento de la rioja.

- Frontón del revellín: con la construcción de la sala de exposiciones del muro del revellín se derribaba uno de los frontones más antiguos de la ciudad. Se propuso la idea de la construcción de un frontón semiabierto en el parque. Definitivamente se construyó y hay en día es uno de los muchos frontones de la ciudad, como el de Titin III o el Adarraga.

- Puerta del Ebro: obra de Guillermo Grisaleña fue construida en acero oxidado, la puerta simboliza la entrada al parque del Ebro (Aunque su colocación fue un año después de la apertura del parque). Se localiza en el principio de un jardín justo en frente del Ebro y que se adentra en la ciudad, aunque se encuentra más cercana al paseo de la florida, siempre se la identifica con el parque del Ebro.

| Predecesor: Parque de la concordia | Parques de la ribera sur del Ebro en Logroño 1990 - Actualidad | Sucesor: Paseo de la Florida |